# My Way (Willie Nelson)
My Way è un album in studio del cantante di musica country statunitense Willie Nelson, pubblicato nel 2018.
Si tratta di un album tributo a Frank Sinatra.

## Tracce
1. Fly Me to the Moon – 2:44 (Bart Howard)
2. Summer Wind – 3:23 (Heinz Meier, Johnny Mercer)
3. One for My Baby (And One More for the Road) – 3:59 (Arlen, Mercer)
4. A Foggy Day – 2:57 (George Gershwin, Ira Gershwin)
5. It Was a Very Good Year – 3:56 (Ervin Drake)
6. Blue Moon – 2:37 (Richard Rodgers, Lorenz Hart)
7. I'll Be Around – 2:59 (Alec Wilder)
8. Night and Day – 2:48 (Cole Porter)
9. What Is This Thing Called Love? (featuring Norah Jones) – 2:27 (Porter)
10. Young at Heart – 2:46 (Johnny Richards, Carolyn Leigh)
11. My Way – 4:49 (Paul Anka, Claude François, Jacques Revaux)